# 16. obrněná divize armády Spojených států amerických
16. obrněná divize armády Spojených států amerických (anglicky 16th Armored Division US Army) byla americkou vojenskou jednotkou během druhé světové války v letech 1943 až 1945. V květnu 1945 se účastnila osvobození jihozápadních Čech a přímo se podílela na osvobození města Plzně.

## Historie
Divize byla sestavena 15. července 1943 v táboře Camp Chaffee ve státě Arkansas. Zde také probíhal výcvik. (Někteří příslušníci však byli přiřazeni k 16. obrněné divize na severoafrickém bojišti.) V září 1944 přijel do tábora Chaffee brigádní generál John L. Pierce, aby převzal od generálmajora Douglasse T. Greenea velení nad divizí. V únoru 1945 byla v New Yorku divize naloděna a odplula do Spojeného království a následně do Francie. Ve Francii byla divize nejdříve přidělena k americké Patnácté armádě a vyčkávala na odeslání na frontu. Dne 17. dubna 1945 byla divize přidělena k americké Třetí armádě pod velením generála George S. Pattona. Na německé území vstoupily jednotky divize 19. dubna. Divize dosáhla Norimberku a její jednotky se účastnily útoku přes řeku Isar společně s 86. pěší divizí. Isar překročili vojáci 16. obrněné divize 30. dubna 1945 u Graneku, následně dobyli město Indorf a postupovali dále oblastí Wesserburgu, dokud nedostali rozkaz vrátit se do Norimberku na výchozí pozici. Zde měla divize provádět strážní a cvičné úkoly. Dne 5. května byla divize přesunuta do Waidhausu na německo-českých hranicích z roku 1937.

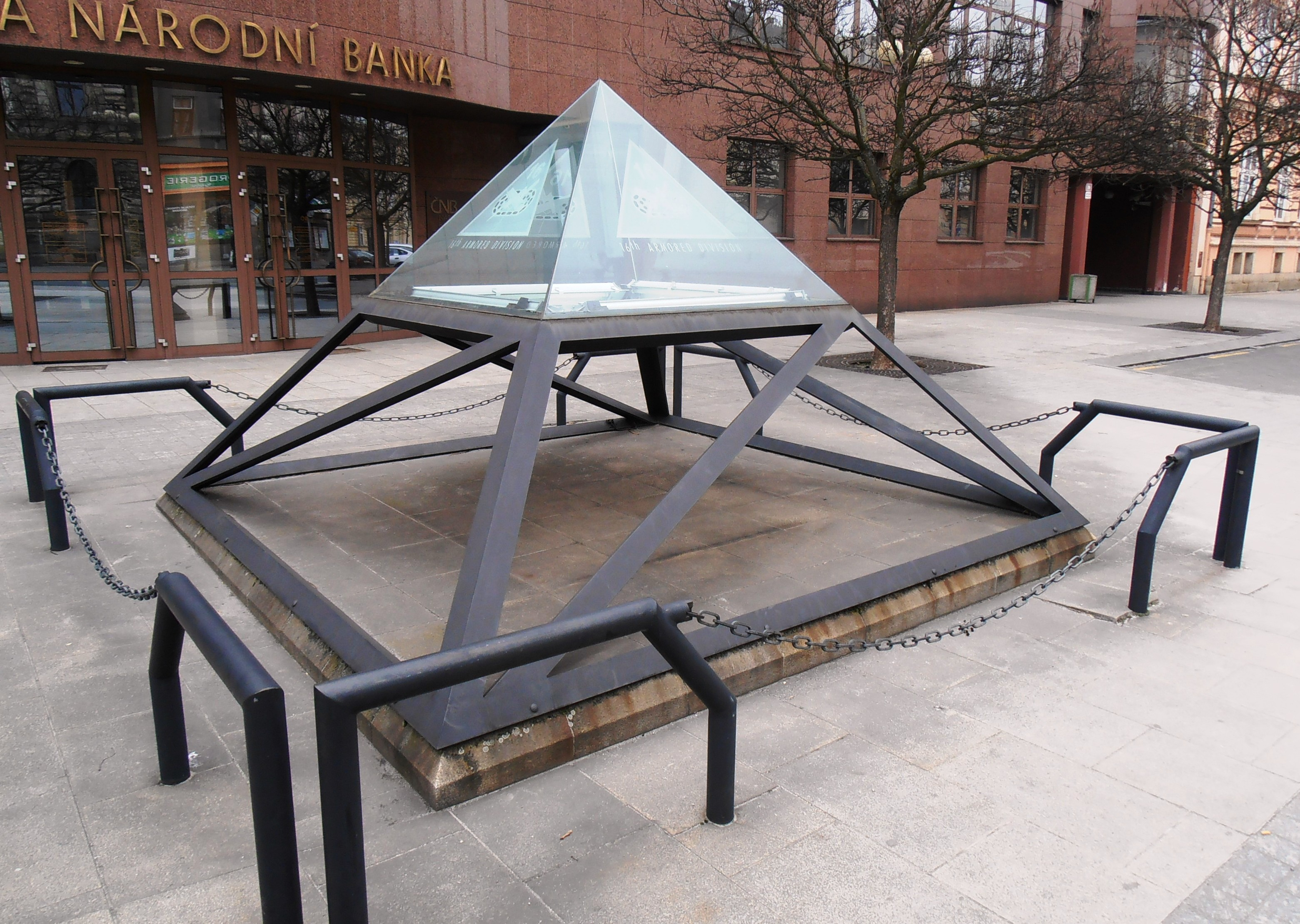
Plzeňský pomník americké 16. obrněné divize z roku 2000.
Husova ulice, Plzeň. _{(stav ke dni 5. 4. 2013)}

### Osvobození Plzně
Divize přešla do podřízenosti V. sboru americké Třetí armády, a byla začleněna do operačního uskupení Combat Command B (CCB) s určením vyrazit ráno 6. května 1945 směrem na demarkační linii dotyku mezi americkými a sovětskými vojsky. CCB tvořily vedle 16. obrněné také jednotky 2. a 97. pěší divize. Ty měly postupovat vpřed ve směru od Boru u Tachova a před Plzní uvolnit cestu 16. obrněné divizi. Tak se také stalo, a okolo osmé hodiny ranní 6. května 1945 vjely do města obrněné vozy a tanky 16. obrněné divize jako osvoboditelé. Přijíždějící vojáci byli nadšeně vítáni plzeňským obyvatelstvem, ale po zastavení vozidel na náměstí Republiky začala zde, i na jiných místech ve městě, střelba ukrytých německých fanatiků. Naprostá většina německé posádky města se již večer 5. května stáhla do kasáren a po příjezdu Američanů se vzdala. Vojáci 16. obrněné divize odstranili poslední střelce, kteří se většinou ukrývali v podkrovních pokojích. Střelba byla vedena dokonce i z věže kostela sv. Bartoloměje na náměstí Republiky. Americká 16. obrněná divize nezůstala v Plzni dlouho, a po pár dnech zaujala postavení u města Stříbro.
Dne 13. října se divize vrátila do New Yorku a 15. října 1945 byla divize v táboře Camp Kilmer rozpuštěna.

## Bojové ztráty
Zabiti v akci (KIA): 4 muži
Zraněni v akci (WIA): 28 mužů
Zemřelí na následky zranění: 1 muž